# 杨格氏汇编
杨格氏汇编（Young's Analytical Concordance to the Bible）是由罗伯特·杨编写的一部关于圣经的经文汇编。 

## 内容
- “圣经注释的线索与帮助”
- “分析汇编” - 包含各种原始文本中的原始语言词汇及其英语发音，并说明这些词在原文中的意义和用法
- “旧约索引词典” - 每个希伯来文词汇是如何译成英语的
- “新约索引词典” - 每个希腊文词汇是如何译成英语的
- “圣经人名完全列表” - 显示在钦定版圣经和修订版中，所有圣经人名的现代读音和希伯来原文的精确形态。